# ام‌وی سنتر
ام‌وی سنتر (انگلیسی: Amway Center) یک سالن ورزشی سرپوشیده در اورلندو، فلوریدا، ایالات متحده آمریکا است.
این سالن که در سال ۲۰۱۰ تأسیس شده برای برگزاری مسابقات بسکتبال، هاکی روی یخ و فوتبال داخل سالن استفاده می‌شود.

## نگارخانه

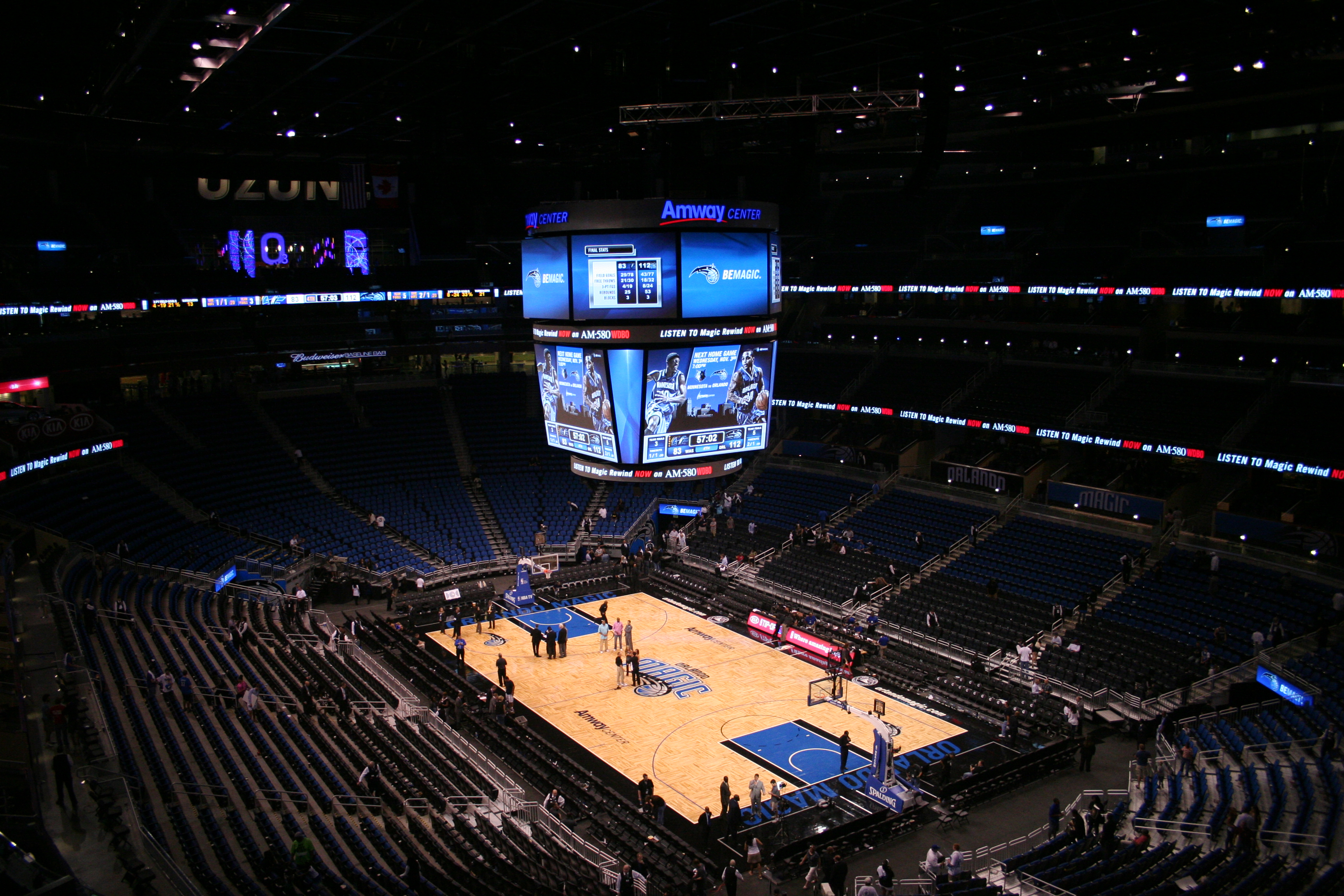
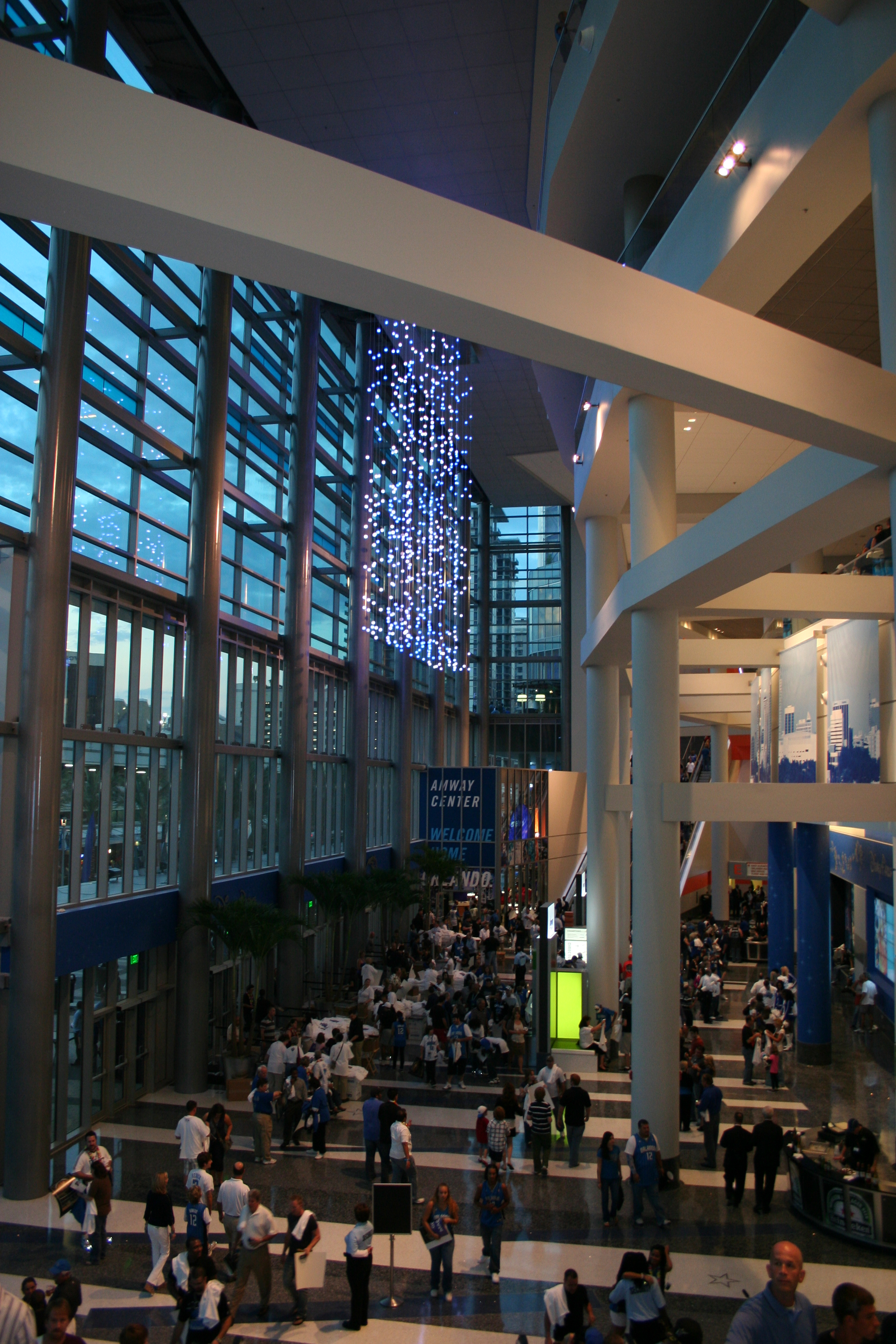
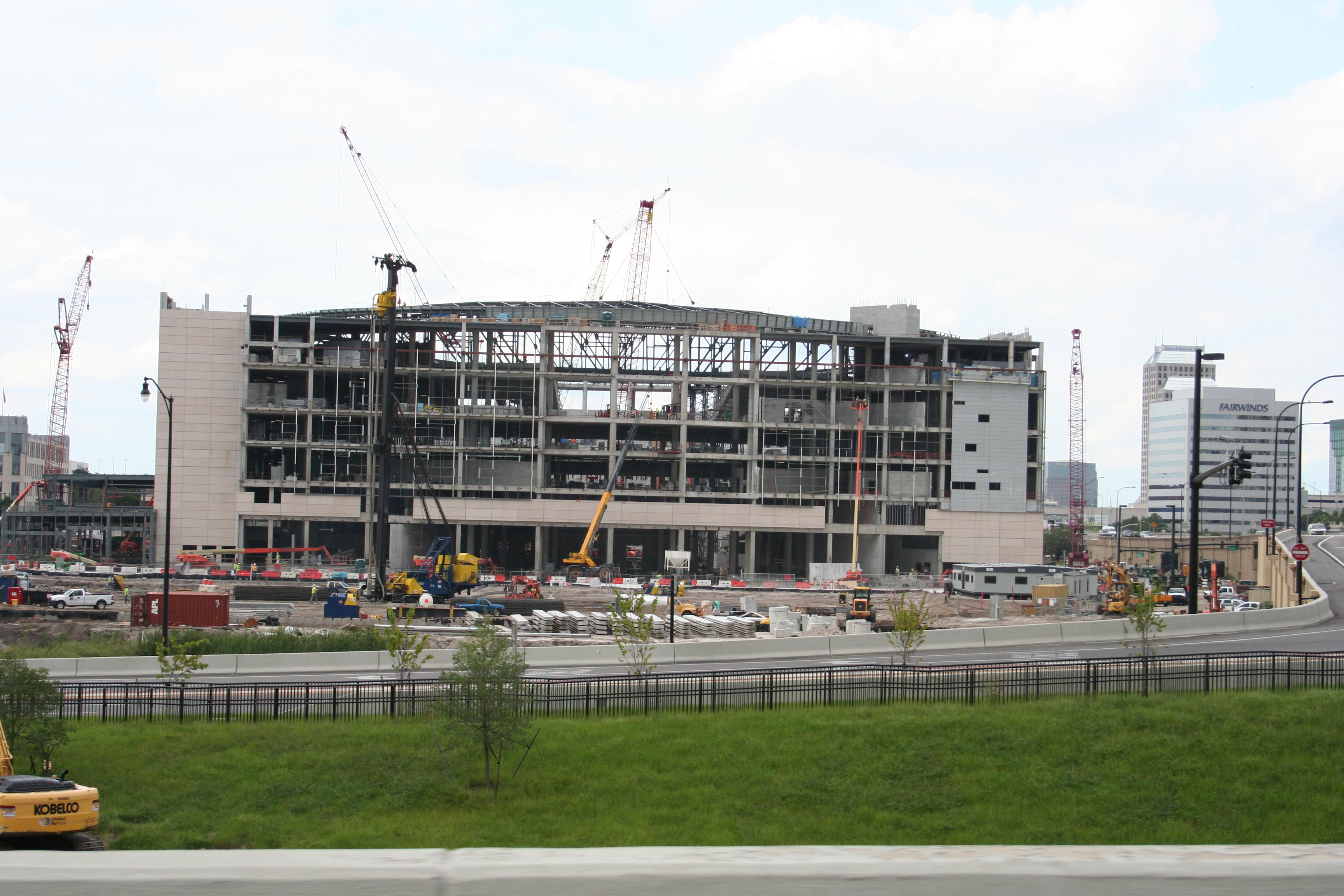